# Lin Bin
Lin Bin (1961) és un enginyer i empresari xinès, cofundador de Xiaomi.
Va realitzar els seus estudis d'enginyeria a la Universitat Sun Yat-sen i va fer un màster en computació a la Universitat Drexel. Va treballar per a Microsoft entre 1995 i 2006 i per a Google entre 2006 i 2010, on ca ser el responsable de la creació del motor de cerca mòbil Google China i de la seva gestió. És un dels cofundadors i president de l'empresa xinesa Xiaomi. L'empresa va ser creada juntament amb el seu amic Lei Jun, i es dedica al disseny, desenvolupament i venda de telèfons intel·ligents, aplicacions informàtiques i d'altres productes electrònics; que únicament ven per Internet. L'any 2014 va ser reconegut com un dels 25 principals líders en el món dels negocis, segons The Economist Intelligence Unit (EIU).